# Rosa Streitmann
Rosa Carola Streitmann, à partir de 1885 von Jenny puis de 1888 Benvenisti, noms de scène de Rosalia Streitmann (née le 21 février 1857 à Vienne, morte le 30 juillet 1937 dans la même ville) est une chanteuse d'opéra autrichienne.

## Biographie
Streitmann est la fille d'un agent de change, son frère est le chanteur d'opérette Karl Streitmann. Elle aurait d'abord fait partie de la formation de ballet avec Virgilius Calori, mais se serait ensuite tournée vers le chant sous la pression de ses parents. Elle reçoit des leçons de sa tante Rosa Csillag. Une première apparition publique est mentionnée dans la presse en février 1875. En juin 1876, elle fait ses débuts au Carltheater et elle chante le rôle de Fiametta lors de la première de Boccaccio de Franz von Suppé. En 1881, elle vient au Theater an der Wien.
En décembre 1885, Streitmann épouse Fritz von Jenny, petit-fils de Franz von Suppé. Cependant, peu de temps après le mariage, il vit avec la belle-sœur de Streitmann, Louise Übermasser. Le scandale qui en résulte donne lieu à plusieurs procès.
Puis Streitmann travaille brièvement à Moscou (1886), à Berlin au Walhalla-Theater et au Wallnertheater (1887). Elle fait un deuxième mariage avec Heinrich Benvenisti en 1888, ils divorcent en 1898.
Son engagement au Theater in der Josefstadt, commencé en 1889, se termine par des accusations mutuelles et un procès dont Streitmann est finalement victorieuse. Après un séjour à l'étranger (peut-être à Paris), elle retourne à Vienne en 1893, où elle chante à nouveau au Carlstheater en 1897. Elle fait sa dernière apparition sur scène en 1900 au Theater Central-Halle de Hambourg.
Au plus tard à partir de 1897, elle travaille comme professeur de chant, à partir de 1905 pour les Musikschulen Kaiser.
À partir de 1920, Streitmann vit dans de mauvaises conditions, d'abord à Gumpendorfer Strasse, et enfin à Baden. Elle est décédée à l'hôpital général de Vienne et est enterrée au cimetière central de Vienne le 2 août 1937.

## Source de la traduction
- (de) Cet article est partiellement ou en totalité issu de l’article de Wikipédia en allemand intitulé « Rosa Streitmann » (voir la liste des auteurs).